# Dwór w Nielęgowie
Dwór w Nielęgowie – dwór-willa znajdujący się we wsi Nielęgowo, w województwie wielkopolskim, w powiecie kościańskim.

## Historia
Dobra nielęgowskie figurują w dokumentach od XIV wieku. W XV wieku były własnością Gryżyńskich, w XVI wieku Gostyńskich, Staręskich i Gołutowskich, w XVII wieku Mąkowskich, a w XVIII i XIX wieku Zakrzewskich. W 1876 Janusz Zakrzewski sprzedał majątek niemieckiej rodzinie Lorenzów, którzy pozostali tutaj do 1945 (ostatnim posiadaczem dworu był Robert Lorenz). W 1926 powierzchnia dóbr wynosiła 526 hektarów.
Obecnie we dworze funkcjonuje restauracja "Willa Berlińska".

## Architektura
Obecny obiekt o cechach rokoka i secesji wzniesiono w 1902. Inwestorem był Hermann Lorenz. Jest to budowla piętrowa z ryzalitem na osi. Ryzalit ten wieńczy efektowny szczyt. Okna dworu zwieńczono przerywanymi naczółkami mającymi formę wolutowych spływów. Nad wejściem umieszczono kartusz herbowy z inicjałami HL i wstęgą zwierającą sentencję w j. łac. Ora et Labora (Nauka i praca).